# Военно-гражданская администрация (Украина)

Эмблема АТЦ СБУ

Военно-гражданская администрация (ВГА; укр. Військово-цивільна адміністрація, ВЦА) — временный орган государственной власти на Украине, создаваемый на территориях, прилегающих к зоне боевых действий. Впервые ВГА были созданы в 2015 году на подконтрольных Украине территориях Донецкой и Луганской областей. 
ВГА подчиняются Антитеррористическому центру при Службе безопасности Украины и предназначены для обеспечения действия Конституции и законов Украины, обеспечения безопасности и нормализации жизнедеятельности населения, обеспечения правопорядка, участия в противодействии диверсионным проявлениям и террористическим актам, недопущения гуманитарной катастрофы в районе боевых действий.

## История создания
Проведение в Донецкой и Луганской областях антитеррористической операции показало существование проблем, вызванных неосуществлением органами местного самоуправления возложенных на них полномочий в течение длительного времени. Фактически они самоустранились от выполнения своих полномочий. Это крайне негативно отразилось на безопасности и жизнедеятельности населения в районе проведения АТО.

Это позволит сегодня решить вопрос отсутствия власти на освобождённых территориях, когда фактически сбежали все избранные депутаты местных советов, которые занимали сепаратистские позиции, совершали преступления, скрываются от правосудия…
П. Порошенко, 26.01.2015
Оригинальный текст (укр.)Це дозволить сьогодні вирішити питання відсутності влади на звільнених територіях, коли фактично втекли всі обрані депутати місцевих рад, які займали сепаратистські позиції, скоювали злочини, переховуються від правосуддя...
 П. Порошенко, 26.01.2015

После соответствующего предложения СНБО Президент Украины Пётр Порошенко подписал Закон Украины «О военно-гражданской администрации» № 141-VIII, принятый Верховной Радой 3 февраля 2015 года. Действие Закона распространяется на период проведения антитеррористической операции и на шесть месяцев после дня её завершения, но не более чем на три года со дня вступления его в силу.
Целью военно-гражданских администраций является создание условий для обеспечения жизнедеятельности соответствующих территориальных общин, решения вопросов местного значения путем установления особого порядка осуществления отдельных полномочий органов местного самоуправления (сельских, поселковых, городских советов, их исполнительных органов, областных, районных советов) в районе проведения антитеррористической операции в случае, когда соответствующие органы местного самоуправления такие полномочия не осуществляют или самоустранились от их выполнения.

## Статус военно-гражданских администраций
Военно-гражданские администрации образуются в случае необходимости по решению Президента Украины. Военно-гражданские администрации населённых пунктов образуются в одном или нескольких населённых пунктах (сёлах, посёлках, городах), в которых сельские, поселковые, городские советы и/или их исполнительные органы не осуществляют возложенные на них полномочия. В районе, области военно-гражданские администрации образуются в случае несозыва сессии совета в установленные сроки или для осуществления руководства в сфере обеспечения общественного порядка и безопасности.
Военно-гражданские администрации населенных пунктов формируются из военнослужащих воинских формирований, которые командируются в них в установленном законодательством порядке для выполнения задач в интересах обороны государства и его безопасности с оставлением на военной службе, службе в правоохранительных органах без исключения из списков личного состава, а также работников, заключивших с Антитеррористическим центром при СБУ трудовой договор.
Непосредственное руководство военно-гражданскими администрациями осуществляют их руководители. Они назначаются на должность и освобождаются от должности решением СНБО Украины.
Военно-гражданские администрации осуществляют полномочия, характерные для органов местной власти, в том числе делегированные. Они осуществляют свои права по согласованию с АТЦ СБУ.

## Список военно-гражданских администраций
Сеть ВЦА формировалась Указами Президента Украины № 123/2015 от 5 марта 2015 года, № 469/2015 от 7 августа 2015 года, № 472/2015 от 13 августа 2015 года, № 329/2016 от 11 августа 2016 года, № 414/2016 от 28 сентября 2016 года, № 513/2016 от 19 ноября 2016 года, № 128/2017 от 12 мая 2017 года, № 351/2017 от 3 ноября 2017 года, № 12/2019 от 17 января 2019 года, № 13/2019 от 18 января 2019 года, № 293/2020 от 27 июля 2020 года, № 297/2020 от 28 июля 2020 года, № 61/2021 от 19 февраля 2021 года, № 62/2021 от 19 февраля 2021 года, № 210/2021 от 26 мая 2021 года.

### Действующие
| ВГА областного уровня   | ВГА уровня общин                  |
| ----------------------- | --------------------------------- |
| Донецкая областная ВГА  | Светлодарская городская ВГА       |
| Донецкая областная ВГА  | Торецкая городская ВГА            |
| Донецкая областная ВГА  | Волновахская городская ВГА        |
| Донецкая областная ВГА  | Угледарская городская ВГА         |
| Донецкая областная ВГА  | Мирненская поселковая ВГА         |
| Донецкая областная ВГА  | Ольгинская поселковая ВГА         |
| Донецкая областная ВГА  | Сартанская поселковая ВГА         |
| Донецкая областная ВГА  | Авдеевская городская ВГА          |
| Донецкая областная ВГА  | Марьинская городская ВГА          |
| Донецкая областная ВГА  | Очеретинская поселковая ВГА       |
| Донецкая областная ВГА  | Славянская городская ВГА          |
| Луганская областная ВГА | Горная городская ВГА              |
| Луганская областная ВГА | Лисичанская городская ВГА         |
| Луганская областная ВГА | Попасненская городская ВГА        |
| Луганская областная ВГА | Северодонецкая городская ВГА      |
| Луганская областная ВГА | Счастьенская городская ВГА        |
| Луганская областная ВГА | Станично-Луганская поселковая ВГА |
| Луганская областная ВГА | Нижнетепловская сельская ВГА      |
| Луганская областная ВГА | Широковская поселковая ВГА        |